# Уэст, Джерри
Джеро́м А́лан Уэст (англ. Jerome Alan West; 28 мая 1938, Челиан, Западная Виргиния — 12 июня 2024, Лос-Анджелес, Калифорния) — американский баскетболист, всю свою профессиональную карьеру выступавший за клуб Национальной баскетбольной ассоциации «Лос-Анджелес Лейкерс». На Олимпийских играх 1960 года в Риме был одним из капитанов сборной США, выигравшей золотые медали.
За время выступления в НБА Уэст 12 раз выбирался в первую и вторую сборную всех звёзд НБА, 14 раз участвовал в матче всех звёзд НБА, был признан самым ценным игроком матча всех звёзд в 1972 году и выиграл чемпионский титул в том же году. Ему принадлежит рекорд по среднему показателю набранных очков в серии плей-офф — 46,3. Уэст включался в первые четыре сборные всех звёзд защиты. Он участвовал в 9 финальных играх НБА, а в 1969 году был назван самым ценным игроком финала НБА, несмотря на то, что его команда проиграла. В 1980 году Уэст был включен в Зал славы баскетбола, а в 1996 году был назван одним из 50 величайших игроков в истории НБА.
По окончании игровой карьеры Уэст три года был главным тренером «Лос-Анджелес Лейкерс». Под его руководством «Лейкерс» трижды выходили в плей-офф и один раз стали чемпионами Западной конференции. После этого он три года работал консультантом клуба по поиску новых игроков, а перед сезоном 1982/83 стал генеральным менеджером «Лейкерс». Под его управлением команда семь раз становилась чемпионом НБА. В 2002 году Уэст стал генеральным менеджером клуба «Мемфис Гриззлис», которому уже через год помог впервые в своей истории попасть в плей-офф. За свои заслуги он дважды удостаивался премии «Менеджер года»: один раз в «Лейкерс» в 1995 году и один раз в «Гриззлис» в 2004 году.

## Ранние годы
Джерри Алан Уэст родился 28 мая 1938 года в городе Челиан (штат Западная Виргиния, США). Его мать была домохозяйкой, а отец работал электриком на угольной шахте. Отец Джерри работал целый день и часто возвращался с работы слишком усталым, чтобы играть с ним. Поэтому Джерри почти всё время проводил один: охотясь, ловя рыбу и играя в баскетбол. В детстве его любимым развлечением было побросать баскетбольный мяч в кольцо, прикрепленное к складу. За этим занятием Уэст проводил много времени, бросая мяч с разных позиций, при любой погоде и часто опаздывая к ужину. Из-за этого он стал настолько худым, что ему приходилось делать витаминные инъекции. Зимой, когда все засыпало снегом, он надевал перчатки и продолжал свои тренировки до тех пор, пока мог чувствовать пальцы.

### Старшая школа
С 1952 по 1956 год Уэст посещал старшую школу Ист Бэнк в Западной Виргинии. В школе Джерри был членом баскетбольной команды, но первый год он провёл в основном на скамейке запасных, так как его тренер Дюк Шэвер считал, что у него слишком маленький рост. Но всё изменилось во второй год. За лето 1953 года Уэст подрос до 183 см и благодаря своей хорошей игре стал капитаном команды. Уэст играл на позиции лёгкого форварда и быстро стал одним из лучших игроков среди школ Западной Виргинии. Он включался в сборную всех звёзд штата с 1953 года по 1956 год, во всеамериканскую в 1956 году и в тот же год стал игроком года Западной Виргинии, впервые в истории штата забив более 900 очков за сезон (в среднем по 32,2 очка за игру). 24 марта 1956 года команда средней школы Ист Бэнк стала чемпионом штата, после чего каждого 24 марта школа меняла своё название на «Уэст Бэнк» в честь его заслуги, пока в 1999 году не была закрыта.

### Уэст Виргиния Маунтэйнерс
По окончании школы более чем 60 университетов были заинтересованы в нём, но Уэст решил остаться в родном штате и выбрал Университет Западной Виргинии (УЗВ), который располагается в городе Моргантаун. В составе сборной новичков университета его команда одержала 17 побед в сезоне, ни разу не проиграв. В первом сезоне за университетскую команду Уэст в среднем набирал 17,8 очка за игру и делал 11,1 подбора; он выходил в стартовом составе всех 28 игр, а его процент попаданий составил 49,6 % с игры и 73,2 % со штрафной линии. Благодаря своим показателям он был удостоен многочисленных наград: включен в третью всеамериканскую команду, в первую команду Южной конференции, стал самым ценным игроком Южной конференции и многих других. «Маунтэйнерс» в этом году одержали 26 побед и потерпели 2 поражения.
Следующий сезон 1958/59 стал для него ещё более успешным. Уэст в среднем набирал по 26,6 очка и делал 12,3 подбора. В пятиматчевом турнире NCAA он повторил рекорд турнира, набрав 160 очков, а также был лидером по набранным очкам и подборам своей команды в каждой игре. Уэст был назван самым выдающимся игроком финала четырёх этого года. Он также был включен во всеамериканскую команду, стал самым ценным игроком Южной конференции, игроком года Южной конференции и Атлетом года. Свидетельством его выносливости может служить игра против Кентукки, в которой ему сломали нос. Но несмотря на то, что он мог дышать только ртом, во второй половине матча Уэст набрал 19 очков и помог команде одержать победу. В 1959 году Уэст был включен в состав сборной США по баскетболу на Панамериканских играх, которые проходили в Чикаго. Главным тренером команды был его наставник по «Маунтэйнерс» Фрэд Шаус. На играх он стал вторым по результативности в американской команде после Оскара Робертсона.
В последнем сезоне в университете Уэст установил несколько личных рекордов: в среднем он набирал по 29,3 очка, делал по 16,5 подбора и за сезон сделал 134 передачи, а его процент попадания составил 50,4 % с игры и 76,6 % со штрафной линии. По результатам сезона он опять был включен во всеамериканскую команду и был назван самым ценным игроком Южной конференции. Лучший свой результат он показал в игре против Виргинии, когда набрал 40 очков и сделал 16 подборов. В течение последнего сезона он также сделал 30 дабл-даблов и 15 раз набирал более 30 очков. Выступая за «Маунтэйнерс», Уэст набрал 2309 очков и сделал 1240 подборов, а также установил 12 рекордов УЗВ.
Уэст был членом сборной США по баскетболу на летних Олимпийских играх 1960 года в Риме, в составе которой также были будущие члены Зала славы баскетбола — Оскар Робертсон, Джерри Лукас, Уолт Беллами. Уэст и Робертсон были капитанами команды. В первом же матче группового турнира они разгромили сборную Италии со счётом 88:54. Во всех 8 матчах были одержаны победы. Уэст стал третьим в команде по результативности, набирая в среднем 13,8 очка за игру. В 2010 году олимпийская команда США 1960 года была введена в Зал славы баскетбола.

## Карьера в НБА

### «Mr. Inside» и «Mr. Outside»
11 апреля 1960 года на драфте НБА Уэст был выбран командой «Миннеаполис Лейкерс» под вторым номером. Оскар Робертсон из Университета Цинциннати был выбран перед драфтом командой «Цинциннати Роялз» как территориальный драфт, но, так как у «Роялз» в этом году было право первого выбора, Робертсон считается первым номером общего драфта. Три участника этого драфта впоследствии станут членами Зала славы баскетбола — Уэст, Робертсон и Ленни Уилкенс. Уэст стал последним выбором на драфте Миннеаполисом, так как в межсезонье владелец команды Боб Шорт перевёз клуб в Лос-Анджелес.
В том же году университетский тренер Уэста Фрэд Шаус стал главным тренером «Лейкерс». В новой команде Уэст стал играть на позиции защитника, в отличие от университета, где он был форвардом. Товарищами по команде были: капитан Элджин Бэйлор, центровые Джим Кребс и Рэй Феликс, форварды Руди Ларуссо и Том Хокинс, защитники Род Хандли, Фрэнк Селви и Боби Леонард. Таким образом у команды были достаточно сильные защитники и форварды, но были проблемы с центровыми.
За свой высокий голос Уэст получил в команде прозвище «Tweety Bird» («Чирикающая птица»). Он также говорил с сильным аппалачским акцентом, поэтому товарищи по команде называли его «Zeke from Cabin Creek» (прозвище было основано на неверной информации, что он вырос в Кэбин Крик (Западная Виргиния), а имя Зик хорошо рифмовалось с названием города. Это прозвище Джерри произносил как «Zeek fr’m Cab’n Creek»). Однако вскоре Уэст впечатлил других игроков своими способностями в защите, а также способностью прыгнуть с места на высоту более 40 см выше баскетбольного кольца. Ежедневно Уэст проводил несколько дополнительных часов на тренировках. В играх Уэст в среднем набирал 17,6 очка, делал 7,7 подбора и 4,2 передачи. Благодаря своим показателям Уэст вскоре заслужил доверие Шауса и проводил на площадке по 35 минут за игру, став вторым в команде по результативности. Комментаторы НБА отмечали, что «Лейкерс» теперь могут поражать кольцо соперника с любой дистанции, имея в своём составе «Mr. Inside» (Бэйлора, специалиста по броскам с близкого расстояния) и «Mr. Outside» (Уэста, специалиста по броскам с дальнего расстояния). Высокие показатели позволили Уэсту попасть в свой первый матч всех звёзд НБА. В первом сезоне в НБА Уэст помог «Лейкерс» улучшить показатели. Команда одержала 36 побед (на 11 больше, чем в предыдущем) и вышла в плей-офф, где в полуфинале дивизиона обыграла «Детройт Пистонс» в 5 играх, а в финале уступила «Сент-Луис Хокс».
Уже во втором сезоне НБА Уэсту пришлось стать лидером команды, так как капитан команды Бэйлор был вызван в резерв сухопутных войск США и смог сыграть всего 48 игр за команду. В сезоне Уэст стал самым результативным игроком команды, набирая по 30,8 очка за игру, делая 7,9 подбора и 5,4 передачи. В этом же году его включили в первую сборную всех звёзд НБА. Уэст также стал известен умением показать хорошую игру в критической ситуации и важными бросками в конце игры, за что комментатор Чик Херн назвал его «Mr. Clutch». «Лейкерс» одержали 54 победы в регулярном чемпионате, попав сразу во второй раунд плей-офф. В финале конференции «Лейкерс» обыграли «Пистонс» в четырёх играх и вышли в финал НБА, где им предстояло встретиться с «Бостон Селтикс». После первых двух игр счёт в серии был 1—1. В третьей игре Уэст за три секунды до конца игры сумел сравнять счёт — 115:115. После чего защитник «Селтикс» Сэм Джонс попытался вкинуть мяч в игру, но Уэст сумел перехватить его и под звуки финальной сирены выполнил точный бросок, принёсший его команде победу. Решающая 7-я игра проходила в Бостоне. Весь матч «Лейкерс» были в роли догоняющих, однако благодаря удачной игре Уэста и Сэлви счёт в игре сравнялся 100:100. В конце игры Сэлви не смог забить с расстояния 2,5 метра, что позволило бы «Лейкерс» завоевать чемпионский титул. В овертайме благодаря нескольким подборам Джоунса «Селтикс» смогли одержать победу 110:107. Финал НБА 1962 года считается началом одного из самых больших противостояний в истории НБА.
В сезоне 1962/63 Бэйлор полностью вернулся в команду. Уэст в среднем набирал по 27,1 очка, делал 7 подборов, 5,6 передачи и опять участвовал в матче всех звёзд НБА и был включен в первую сборную всех звёзд НБА. Из-за травм Уэст провёл всего 55 игр, а последние 7 пропустил из-за травмы ахиллова сухожилия. «Лейкерс» опять попали в плей-офф и дошли до финала, где проиграли «Селтикс». В сезоне 1963/64 Уэст впервые стал самым результативным игроком «Лейкерс», набирая по 28,7 очка, в то время как Бэйлор набирал по 25,4. «Лейкерс» одержали 42 победы в сезоне и проиграли в первом раунде плей-офф «Хокс» в пяти играх.

### Лидер «Лейкерс»
В следующем сезоне 1964/65 Уэст установил рекордную для себя среднюю результативность — 31 очко за игру, уступив по этому показателю в сезоне только Уилту Чемберлену, забивавшему по 34,7 очка. В сезоне «Лейкерс» выиграли 49 игр. В первом раунде плей-офф Лейкерс встретились с «Балтимор Буллетс». В одной из игр Бэйлор сильно травмировал колено, поэтому Уэст взял на себя роль лидера команды, забив в первой игре 49 очков. Во второй игре игроки «Буллетс» опять не смогли остановить защитника «Лейкерс», который набрал 52 очка, почти половину из победных 118. Несмотря на то, что в следующих двух играх Уэст набирал по 44 и 48 очка, победу в играх одерживали «Буллетс». В решающей пятой игре Уэст набрал 42 очка, а его команда выиграла 117:115. В среднем Уэст набирал по 46,3 очка за игру, что до сих пор является рекордом для серии плей-офф. В финале НБА «Лейкерс» опять проиграли «Селтикс» в пяти играх. В первой игре Уэст набрал всего 26 очков, во второй — 45, в третьей (победной для «Лейкерс») — 49. В последней четверти пятой игры Уэст промахнулся 14 раз из 15 попыток. Его средняя результативность в играх плей-офф составила 40,6 очка.
В сезоне 1965/66 Уэст снова улучшил свои показатели, набирая в среднем за игру по 31,3 очка, делая 7,1 подбора и 6,1 передач и опять выступал в матче всех звёзд НБА и был включен в первую сборную всех звёзд НБА. Победив в 45 играх в сезоне, «Лейкерс» обыграли «Сент-Луис Хокс» в финале конференции в семи играх и встретились с «Селтикс» в финале. Из-за травм Бэйлор был готов всего на «75 процентов», поэтому роль лидера опять взял на себя Уэст. Финальные игры запомнились противостоянием двух снайперов — Уэста и Хавличека. В первой половине седьмой игры из-за 15 промахов из 18 бросков Бэйлора и Уэста «Лейкерс» сильно отстали от соперника, однако смогли подтянуться к концу игры 95:93. Оставшиеся 4 секунды игры «Селтикс» удерживали мяч, выиграв игру и чемпионские титулы.
В следующем сезоне 1966/67 Уэст сыграл 66 игр регулярного чемпионата из-за травмы. Его результативность упала до 28 очка за игру, 5,9 подбора и 6,8 передачи. «Лейкерс» провели неудачный сезон, одержав победу всего в 36 играх, после чего проиграли в первом раунде плей-офф «Сан-Франциско Уорриорз». Главный тренер Фрэд Шаус ушёл в отставку, а его место занял Бутч ван Бреда Колфф. Под его руководством в сезоне 1967/68 «Лейкерс» выиграли 52 игры, а Уэст сыграл всего 51 игру из-за травмы, набирая в среднем 26,3 очка — худший показатель в карьеры после первого года в НБА. После попадания 6 раз подряд в первую сборную всех звёзд НБА Уэст в 1968 году был включен только во вторую сборную. В плей-офф «Лейкерс» победили «Чикаго Буллз» и «Уорриорз» и снова встретились с «Селтикс» в финале. Это было противостояние роста против скорости, так как в «Селтикс» в то врем были играющий тренер/центровой Билл Расселл и форвард Джон Хавличек, которые хорошо играли под кольцом, а в «Лейкерс» специалисты по броскам со средних и дальних дистанций Бэйлор, Уэст и Гейл Гудрич. В первой игре Уэст попал всего 7 раз из 24 бросков, а его команда проиграла 107:101. В четвёртой игре, в которой он забил 38 очков, Уэст подвернул лодыжку из-за чего оставшиеся игры серии не мог проводить в полную силу. В 5-й игре травмированный Уэст смог набрать 35 очка, однако Бостон выиграл матч с разрывом в три очка. В шестой игре «Селтикс» снова победили и стали чемпионами.

### Приход Уилта Чемберлена в команду
9 июля 1968 года «Лейкерс» обменяли в Филадельфию партнёра Уэста по защите Арчи Кларка, а также Дарелла Имхофа и Джерри Чемберса на Уилта Чемберлена. Команда также потеряла Гейла Гудрича, которого выбрали «Финикс Санз» на драфте расширения. Поэтому у тренера «Лейкерс» оставалось всего два защитника — Уэст и Джонни Иган. Владелец команды Джек Кент Кук заключил с центровым беспрецедентный на то время контракт, заплатив 250 000 долларов (с учётом налогов). До этого самым высокооплачиваемым игроком в команде был Уэст, который получал 100 000 долларов (без учёта налогов). Придя в «Лейкерс», Чемберлен постоянно спорил с капитаном команды Бэйлором и тренером Бутчем ван Бреда Колффом. С Уэстом же он поддерживал хорошее отношение. Но обстановка в команде была постоянно накалена, из-за чего игра Уэста стала нестабильной. В результате он показал свою самую низкую среднюю результативность за игру — 25,9 очка. Однако это позволило ему попасть во вторую команду введённой в этом году сборной всех звёзд защиты.
В играх плей-офф 1969 года «Лейкерс» обыграли «Атланту Хокс», «Сан-Франциско Уорриорз» и в шестой раз за восемь лет встретились с «Селтикс» в финале. Перед финальной серией Уэст в личном разговоре жаловался Биллу Расселу на свою усталость, однако в первой же игре набрал 53 очка. В третьей игре «Селтикс» стали плотнее опекать Уэста, и он дважды просил тренера заменить его из-за сильной усталости. Во время пятой, победной для «Лейкерс» игры, Уэст, набравший 39 очков и будучи самым результативным игроком серии, в одной из попыток подобрать мяч сильно потянул сухожилие на ноге и было похоже, что он уже не выйдет на площадку в этом сезоне. Однако уже в следующей игре Уэст вышел в стартовом составе и, несмотря на свою хромоту, смог набрать 26 очков. Седьмая, решающая игра, проходила в Лос-Анджелесе. Владелец «Лейкерс» Джек Кент Кук запустил сотни воздушных шариков под потолок «Форума», ожидая победу от своей команды. Этот поступок только добавил мотивации «Селтикс», а Уэст наоборот был разозлен им. На протяжении всей игры «Лейкерс» отставали от соперника, но, благодаря усилиям Уэста, к концу игры смогли вплотную подойти к «Селтикс». Однако в самом конце игры из-за потери мяча Уэстом Лос-Анджелес проиграли игру 108:106. Несмотря на травму, Уэст сделал трипл-дабл, набрав 42 очка, 13 подборов и 12 передач и стал единственным в истории НБА самым ценным игроком финала НБА, чья команда проиграла в финале. После игры Билл Рассел пожал ему руку, а Джон Хавличек сказал: «Я люблю тебя, Джерри».
Сезон 1969/70 «Лейкерс» начали с новым тренером — Джо Маллэни. Из-за травмы Чемберлена, полученной в начале сезона, и травмы Бэйлора, полученной в предыдущем сезоне, Уэст снова стал не только самым результативным игроком команды, но и всего чемпионата. В среднем он набирал по 31,2 очка за игру, делая 4,6 подбора и 7,5 передачи. Это позволило ему попасть в первую сборную всех звёзд и впервые в первую сборную всех звёзд защиты. «Лейкерс» опять дошли до финала, где встретились с «Нью-Йорк Никс». Одним из самых запоминающихся моментов финала стало окончание третьей игры серии. Когда до конца матча оставалось всего 3 секунды и «Никс» вели 102:100, а у «Лейкерс» больше не оставалось тайм-аутов, Чемберлен ввёл мяч в игру, сделав пас Уэсту, который обыграл Уолта Фрейзера и — с расстояния более 18 метров — сделал точный бросок. Этот бросок считается одним из лучших моментов в истории НБА. Позже Фрейзер в одном из интервью скажет: «Он сумасшедший. Он выглядел таким уверенным. Он думал, что мяч действительно попадет!». Так как в то время трёхочковой линии ещё не было, этот бросок перевел игру в овер-тайм. В дополнительное время Уэст растянул связки на левой руке и промахнулся во всех пяти попытках, а «Никс» выиграли с разницей в три очка. Во время седьмой решающей игры Уэст травмировал правую руку, из-за чего попал всего 9 раз из 19 попыток. Самым результативным игроком игры оказался Фрейзер, который привёл «Никс» к чемпионским титулам.
В сезоне 1970/71 в «Лейкерс» вернулся Гейл Гудрич из «Финикс Санз», однако команда потеряла Бэйлора, который в середине сезона порвал ахиллово сухожилие и вынужден был закончить карьеру. Уэст набирал в среднем за игру по 27,9 очка, делая 4,6 подбора и 9,5 передачи. В середине сезона Уэст травмировал колено, из-за чего пропустил часть сезона и игры плей-офф. Ослабленные «Лейкерс» дошли до финала конференции, где проиграли будущим чемпионам «Милуоки Бакс» с Лью Алсиндором и Оскаром Робертсоном.

### Поздний успех и завершение карьеры
Перед сезоном 1971/72 Уэст хотел закончить карьеру из-за постоянных травм, преследовавших его в последнее время, но решил остаться. В межсезонье в команде прошли большие изменения, руководство клуба наняло нового тренера — Билла Шермана, а один из лидеров команды Элджин Бэйлор закончил свою карьеру. Вакантное место капитана команды тренер предложил разделить между Чемберленом и Уэстом, но Джерри отказался, мотивируя это тем, что он постоянно подвержен травмам и хочет полностью сосредоточиться на игре. Команда провела хороший сезон, одержала 69 побед (из них 33 подряд). Уэст в среднем набирал по 25,8 очка и стал лидером чемпионата по передачам — 9,7 за игру. Он был участником матча всех звёзд, включен в первые команды всех звёзд и всех звёзд защиты НБА, а также был назван самым ценным игроком матча всех звёзд.
В плей-офф «Лейкерс» обыграли «Чикаго Буллз» и «Милуоки Бакс», а в финале опять встретились с «Никс». Несмотря на плохую игру Уэста в первой и второй игре, счёт в серии был 1-1. В третьей игре он набрал 21 очко и помог команде одержать победу. В этой игре он набрал своё 4002 очко в играх в плей-офф, установив тем самым рекорд НБА. «Лейкерс» также выиграли 4-ю и 5-ю игры, и Уэст впервые в своей карьеры стал чемпионом НБА. Позже Джерри скажет: «Я ужасно играл в финале, но мы выиграли…».
После успеха роль основного забивающего в сезоне 1972/73 взял на себя Гудрич, а Уэст стал больше разыгрывающим, чем забивающим. Несмотря на это, он в среднем набирал за игру по 22,8 очка, но также делал по 8,8 передачи за игру и опять был выбран в первые команды всех звёзд и защиты, а также участвовал в матче всех звёзд НБА. «Лейкерс» выиграли 60 игр в сезоне и дошли до финала чемпионата, где встретились с «Никс». В первой игре Уэст набрал 24 очка перед тем, как был вынужден покинуть площадку из-за перебора фолов за три минуты до конца игры. В последних играх серии Уэст сильно страдал от боли в обоих бёдрах, из-за чего провёл неудачные игры, а его команда проиграла в серии.
Сезон 1973/74 стал последним в карьере Уэста. 36-летний ветеран в среднем набирал по 20,3 очка за игру, делая 3,7 подбора и 6,6 передачи. В этом сезоне НБА ввела два новых параметра в статистику — перехваты и блок-шоты, которых Уэст делал по 2,6 и 0,7 за игру соответственно. Несмотря на то, что он провёл всего 31 игру в сезоне из-за травм, он все равно считался одним из элитных защитников и был приглашен для участия в матче всех звёзд. Без Чемберлена, который закончил свою карьеру, «Лейкерс» одержали победу в 47 играх, а в плей-оффе (в котором Уэст из-за травмы сыграл всего одну игру) проиграли в первом раунде. После этого поражения и из-за разногласий с Куком, Уэст решил закончить карьеру, а также подал иск на «Лейкерс» из-за невыплаченной заработной платы. Позже, когда он захотел перезаключить контракт и продолжить играть, Кук сказал его агенту, «что тот может проваливать в ад». «Я чувствовал себя обманутым. Когда ты чувствуешь, что тебя обманули, ты больше не хочешь быть частью организации, которая обманула тебя. Ты мог бы отыграть ещё несколько хороших лет. Каждый атлет говорит так. Но я действительно мог, я знал это. Но я никогда бы не стал играть за „Лейкерс“ опять и я не собираюсь играть ни для кого другого». Во время своего ухода Уэст был лидером команды по набранным очкам в истории клуба.

### Карьера тренера и менеджера
Разрешив все разногласия с руководством клуба, Уэст вернулся перед сезоном 1976/77 в «Лос-Анджелес Лейкерс», но уже не в качестве игрока, а тренера. За три года на этом посту его команда одержала 141 победу и проиграла 101 раз, каждый раз выходила в плей-офф, а в 1977 году дошла до финала Западной конференции. По окончании контракта он три года был консультантом «Лейкерс» по поиску новых игроков. Во время сезона 1981/82 один из лидеров «Лейкерс» Мэджик Джонсон из-за недовольства тренером потребовал, чтобы его обменяли в другую команду. Владелец «Лейкерс» Джерри Басс уволил Пола Уэстхеда, а его место предложил занять Уэсту. Джерри отказался и предложил на место главного тренера Пэта Райли, в то время комментатора «Лейкерс», который в итоге и занял вакантную должность. Перед сезоном 1982/83 Уэст стал генеральным менеджером клуба. NBA.com приписывает Уэсту создание великой династии «Лейкерс» 1980-х годов, во время которых команда пять раз становилась чемпионами НБА (1980, 1982, 1985, 1987 и 1988). После резкого спада в игре «Лейкерс» в начале 1990-х годов, Уэст начал строить новую команду вокруг нового тренера Дела Харриса, центрового Владе Диваца и защитника Ника Ван Экселя. В сезоне 1994/95 «Лейкерс» одержали 48 побед и дошли до полуфинала западной конференции. За этот успех Уэст получил награду менеджер года НБА. Начиная с 1996 года Уэст провёл ряд удачных сделок — обменял Владе Диваца на Коби Брайанта, подписал контракт с Шакилом О’Нилом, а также нанял на пост главного тренера шестикратного чемпиона НБА в качестве тренера Фила Джексона. Эти перестановки стали основой для создания чемпионской команды и завоевания чемпионских титулов в 2000, 2001 и 2002 годах.
В 2002 году Уэст стал генеральным менеджером «Мемфис Гриззлис». Свой переход он объяснил тем, что всегда мечтал построить чемпионскую команду с нуля. Хотя Уэст не смог привести команду к чемпионским титулам как «Лейкерс», результаты его работы также впечатляют. Он превратил почти обанкротившуюся команду в сильного середнячка и впервые вывел клуб в плей-офф. Причём Уэст практически не менял игроков, стараясь вытянуть максимум из имеющихся (например, Пау Газоль, Джеймс Поузи, Джейсон Уильямс). Уэст нанял нового главного тренера — Хуби Брауна, который в 2004 году стал тренером года НБА. В этом же году Уэст второй раз стал менеджером года НБА. 27 мая 2007 года репортёр ESPN сообщил, что Коби Брайант выразил ультиматум «Лейкерс», либо они вернут Уэста в команду и дадут ему полную свободу действий, либо он может покинуть команду. Однако позже, в интервью Los Angeles Times, Брайант отрицал, что ставил ультиматум, а всего лишь высказывал предложение руководству клуба. В 2007 году, в возрасте 69 лет, Уэст ушёл в отставку, оставив своё место для Криса Уоллеса.
20 мая 2011 года было официально объявлено, что Джерри Уэст был включён в состав правления клуба «Голден Стэйт Уорриорз», а также стал консультантом владельцев команды Джо Лэйкоба и Питера Губера. На новой работе в его круг обязанностей вошла помощь в селекции новых игроков, проведении переговоров со спонсорами и бизнес-партнёрами, а также продвижение клуба на рынке.

## Характеристика игрока
Уэст мог играть на позиции как атакующего, так и разыгрывающего защитника (комбогард), хорошо играя как в нападении, так и в защите. Так как в начале своей карьеры Уэст играл на позиции форварда, он также хорошо играл в подборе. Из-за длинных и быстрых рук и хорошего инстинкта в защите его называли одним из лучших защитников один на один и блок-шотером среди защитников НБА. Поэтому, когда в 1969 году НБА ввела символическую сборную всех звёзд защиты, Уэста включали в неё каждый год, пока его карьера не закончилась в 1974 году. За свои броски на последних секундах игр Уэст получил прозвище «Mr. Clutch». Однако наибольшее впечатление на соперников производило его отношение к баскетболу, как одержимо он тренируется и как редко бывает доволен собой.
Его отношение к себе хорошо иллюстрируется одним событием. Однажды он за игру набрал 44 очка (16 из 17 попаданий с игры, 12 из 12 попаданий со штрафной линии), сделал 12 подборов, 12 передач и 10 блок-шотов (неофициальный подсчет), таким образом сделал ультра-редкий квадрупл-дабл. Но вместо того, чтобы гордиться собой, Уэст так прокомментировал это достижение: «В обороне, с командной точки зрения, я сыграл не очень хорошо. Очень редко я бываю удовлетворен своей игрой».

## Наследие
За свою карьеру Уэст 14 раз участвовал в матче всех звёзд НБА, 12 раз включался в сборную всех звёзд и 5 раз в сборную всех звёзд защиты. Выступая в НБА, он набрал 25 192 очка, сделал 6238 передач и 5366 подборов, в среднем забивая по 27 очков, делая 6,7 передачи и 5,8 подбора за игру. Среди игроков, завершивших свою карьеру, только Майкл Джордан, Элджин Бэйлор и Уилт Чемберлен набирали в среднем более 27 очков за игру. Уэст был лидером по набранным очкам в «Лейкерс» в семи сезонах. В 1979 году он был включён в Зал славы баскетбола, а в 1983 году «Лейкерс» закрепили за ним номер 44. В 1996 году он был включён в список 50 величайших игроков НБА. Однако на саму церемонию чествования баскетболистов так и не пришёл, став единственным живым игроком, не пришедшим на это мероприятие. В марте 2008 года ESPN поставил Уэста на третье место в списке лучших атакующих защитником всех времён. Как тренер Уэст трижды выводил «Лейкерс» в плей-офф и семь раз приводил клуб к чемпионским титулам как менеджер.
Летом 2000 года муниципалитет города Моргантаун и губернатор Западной Виргинии Сесил Андервуд назвали в честь Уэста дорогу, ведущую к спортивной арене университета Западной Виргинии, — «Бульвар имени Джерри Уэста» (англ. Jerry West Boulevard). 26 ноября 2005 года УЗВ впервые закрепил номер за игроком, закрепив за Уэстом номер 44. 17 февраля 2007 года рядом со спортивной ареной УЗВ в честь него была поставлена бронзовая статуя. 18 февраля 2011 года состоялось торжественное открытие бронзовой статуи Уэста рядом с домашней ареной «Лос-Анджелес Лейкерс» — «Стэйплс-центром». На церемонии присутствовали многие легенды «Лейкерс» и действующие игроки команды. На церемонии владелец клуба Джерри Басс сказал: «Как много людей, в честь которых поставили статую? Один на миллиард? Джерри определённо один из них».

### Эмблема НБА
Впервые современная эмблема НБА была представлена в конце 1969 года на обложке ежегодного NBA Guide и книги со статистической информацией, а официально начала использоваться начиная с сезона 1971/72. Эмблема была создана Аланом Сигелом и представляет собой силуэт игрока, ведущего мяч. Самым распространенным мнением является то, что для создания эмблемы был использован силуэт Уэста. Хотя многие говорят, что это он (например, Карим Абдул-Джаббар утверждает: «Это Джерри Уэст. Я знаком с оригинальной фотографией»), НБА никогда не подтверждала этого, утверждая, что это «городская легенда». Так, старший вице-президент НБА Тим Фрэнк утверждает, что «Не сохранилось никаких записей об этом». 27 апреля 2010 года Сигел в интервью Los Angeles Times рассказал, что создал эмблему на основе фотографии Джерри Уэста, сделанной во время одной из игр «Лейкерс». Сам Джерри Уэст так комментирует возможность того, что его силуэт послужил для создания эмблемы:

Если это я, то я безусловно польщен тем, что они так хорошо думают обо мне, что поместили меня туда. Но я не думаю, что они когда-нибудь подтвердят, что это я. Я могу сказать, что многие говорят мне, что это я.
Оригинальный текст (англ.)If it is me, I'm obviously honored that they would have thought enough of me to place me there... But I don't think they've ever officially confirmed that it's me. I can tell you that a lot of people say it's me.

## Личная жизнь
Джерри Алан Уэст является пятым из шести детей. Его мать Сесил Сью Уэст была домохозяйкой, а отец Ховард Стюарт Уэст работал электриком на угольной шахте. Будучи застенчивым, он ещё больше ушёл в себя после того, как его брат Дэвид погиб в Корее в возрасте 22, когда Джерри было 12 лет. Уэст проводил время охотясь, ловя рыбу и играя в баскетбол так часто, что впоследствии НБА назовет «одержимым». По окончании игровой карьеры он сильно увлёкся гольфом и за день проходил до 36 лунок. В 2009 году он стал исполнительным директором Northern Trust Open — одного из турниров PGA.
С 1960 года по 1976 год Уэст был женат на Марте Джейн Кейн, с которой познакомился ещё в университете. От брака у них осталось трое детей: Дэвид, Марк и Майкл. В 1978 году Джерри женился во второй раз на Карен Буа, с которой они живут в браке до сих пор. В браке у них родилось два сына: Райан и Джонни. Джонни также учился в УЗВ и выступал за бывшую команду Джерри «Уэст Виргиния Маунтэйнерс».
Как личность Уэста часто описывают человеком с нервным характером, замкнутым в себе, однако также обращают внимание на его бескомпромиссность в вопросах трудовой этики. Его сосед по комнате в УЗВ говорил, что Уэст ни разу не ходил на свидания на первом году обучения из-за свой застенчивости, а тренер «Лейкерс» Фрэд Шаус однажды вспомнил двухнедельный период, когда его защитник не сказал ни слова. Уэст постоянно находился в движении: Шаус описывал его как «комок нервов», игрок «Селтикс» Боб Коузи говорил, что он «постоянно в движении». Товарищ по команде в «Лейкерс» и «Маунтэйнерс» Род Хандли рассказывал, что когда они ходили в бар, Уэст быстро выпивал своё пиво и предлагал пойти куда-нибудь ещё. Его бывшая жена Марта Кейн вспоминала, что её мужу часто было трудно открыться даже ей. После больших поражений Уэст приезжал домой, и, когда она старалась утешить его, он говорил ей «уходи» и уезжал на автомобиле.
В начале карьеры происхождение из Западной Виргинии сделало Уэста объектом насмешек. Джерри разговаривал высоким голосом, который становился ещё более пронзительным, когда он волновался, из-за чего капитан «Лейкерс» Элджин Бэйлор называл его «Tweety Bird». Его аппалачский акцент был таким сильным, что однажды один из тренеров перервал его и сказал, чтобы он говорил по-английски. Бэйлор однажды сказал: «Слухи с тобой в безопасности. Тебе их рассказывают, но никто не может понять тебя».
Уэста также часто рассматривают как образец моральной выдержки и трудовой этики. НБА так описывает его: «чрезмерный перфекционист, человек беззастенчивого доверия и бескомпромиссная воля к победе… уровень интенсивности настолько велик, что им можно плавить свинец». Ещё до того, как Уэст стал чемпионом в 1972 году, «Лейкерс» провели Jerry West Night, и 11-кратный чемпион НБА Билл Расселл, который пришёл туда, сказал:

Джерри, ты — настоящий чемпион, в любом смысле этого слова. Если бы у меня было одно желание, я бы пожелал, чтобы ты всегда был счастлив.
Оригинальный текст (англ.)Jerry, you are, in every sense of the word, truly a champion. (paused) If I could have one wish granted, it would be that you would always be happy.

В 2011 году Джерри Уэст в соавторстве с Джонатоном Коулменом написал автобиографическую книгу West by West: My Charmed, Tormented Life, в которой он, кроме прочего, рассказал, что в детстве подвергался насилию со стороны своего отца, а также страдал от депрессии во время своей баскетбольной карьеры. Книга получила положительные отзывы от критиков и, по мнению обозревателя Time Шина Грегори, стала хорошим продолжателем традиции написания автобиографических книг, заложенной Андре Агасси в своих мемуарах Open, где упор делается не на достижениях спортсмена, а на человеческом факторе. После выхода книги он принял участие в передаче Real Sports with Bryant Gumbel канала HBO, где также рассказал, что в его жизни часто бывали моменты, когда он хотел заснуть и больше не просыпаться.
В 2022 году в документальном сериале HBO «Время побед: Возвышение династии Лейкерс» Уэст изображен как темпераментный, нецензурно выражающийся руководитель, склонный к вспышкам гнева и перепадам настроения. 19 апреля 2022 года Уэст потребовал от телеканала опровержения в течение двух недель за «жестокий» и «заведомо ложный» образ, сыгранный актёром Джейсоном Кларком.

## Смерть
Уэст умер в Лос-Анджелесе 12 июня 2024 года в возрасте 86 лет.

## Статистика

### Статистика в НБА
| Сезон                                                                                    | Команда | Регулярный сезон | Регулярный сезон | Регулярный сезон | Регулярный сезон | Регулярный сезон | Регулярный сезон | Регулярный сезон | Регулярный сезон | Регулярный сезон | Регулярный сезон | Регулярный сезон | Серия плей-офф | Серия плей-офф | Серия плей-офф | Серия плей-офф | Серия плей-офф | Серия плей-офф | Серия плей-офф | Серия плей-офф | Серия плей-офф | Серия плей-офф | Серия плей-офф |
| Сезон                                                                                    | Команда | GP               | GS               | MPG              | FG%              | 3P%              | FT%              | RPG              | APG              | SPG              | BPG              | PPG              | GP             | GS             | MPG            | FG%            | 3P%            | FT%            | RPG            | APG            | SPG            | BPG            | PPG            |
| ---------------------------------------------------------------------------------------- | ------- | ---------------- | ---------------- | ---------------- | ---------------- | ---------------- | ---------------- | ---------------- | ---------------- | ---------------- | ---------------- | ---------------- | -------------- | -------------- | -------------- | -------------- | -------------- | -------------- | -------------- | -------------- | -------------- | -------------- | -------------- |
| 1960/61                                                                                  | Лейкерс | 79               |                  | 35,4             | 41,9             |                  | 66,6             | 7,7              | 4,2              |                  |                  | 17,6             | 12             |                | 38,4           | 49,0           |                | 72,6           | 8,7            | 5,3            |                |                | 22,9           |
| 1961/62                                                                                  | Лейкерс | 75               |                  | 41,2             | 44,5             |                  | 76,9             | 7,9              | 5,4              |                  |                  | 30,8             | 13             |                | 42,8           | 46,5           |                | 80,7           | 6,8            | 4,4            |                |                | 31,5           |
| 1962/63                                                                                  | Лейкерс | 55               |                  | 39,3             | 46,1             |                  | 77,8             | 7,0              | 5,6              |                  |                  | 27,1             | 13             |                | 41,4           | 50,3           |                | 74,0           | 8,2            | 4,7            |                |                | 27,8           |
| 1963/64                                                                                  | Лейкерс | 72               |                  | 40,4             | 48,4             |                  | 83,2             | 6,0              | 5,6              |                  |                  | 28,7             | 5              |                | 41,2           | 49,6           |                | 79,2           | 7,2            | 3,4            |                |                | 31,2           |
| 1964/65                                                                                  | Лейкерс | 74               |                  | 41,4             | 49,7             |                  | 82,1             | 6,0              | 4,9              |                  |                  | 31,0             | 11             |                | 42,7           | 44,2           |                | 89,0           | 5,7            | 5,3            |                |                | 40,6           |
| 1965/66                                                                                  | Лейкерс | 79               |                  | 40,7             | 47,3             |                  | 86,0             | 7,1              | 6,1              |                  |                  | 31,3             | 14             |                | 44,2           | 51,8           |                | 87,2           | 6,3            | 5,6            |                |                | 34,2           |
| 1966/67                                                                                  | Лейкерс | 66               |                  | 40,5             | 46,4             |                  | 87,8             | 5,9              | 6,8              |                  |                  | 28,7             | 1              |                | 1,0            | -              |                | -              | 1,0            | 0,0            |                |                | 0,0            |
| 1967/68                                                                                  | Лейкерс | 51               |                  | 37,6             | 51,4             |                  | 81,1             | 5,8              | 6,1              |                  |                  | 26,3             | 15             |                | 41,5           | 52,7           |                | 78,1           | 5,4            | 5,5            |                |                | 30,8           |
| 1968/69                                                                                  | Лейкерс | 61               |                  | 39,2             | 47,1             |                  | 82,1             | 4,3              | 6,9              |                  |                  | 25,9             | 18             |                | 42,1           | 46,3           |                | 80,4           | 3,9            | 7,5            |                |                | 30,9           |
| 1969/70                                                                                  | Лейкерс | 74               |                  | 42,0             | 49,7             |                  | 82,4             | 4,6              | 7,5              |                  |                  | 31,2             | 18             |                | 46,1           | 46,9           |                | 80,2           | 3,7            | 8,4            |                |                | 31,2           |
| 1970/71                                                                                  | Лейкерс | 69               |                  | 41,2             | 49,4             |                  | 83,2             | 4,6              | 9,5              |                  |                  | 26,9             | Не участвовал  | Не участвовал  | Не участвовал  | Не участвовал  | Не участвовал  | Не участвовал  | Не участвовал  | Не участвовал  | Не участвовал  | Не участвовал  | Не участвовал  |
| 1971/72                                                                                  | Лейкерс | 77               |                  | 38,6             | 47,7             |                  | 81,4             | 4,2              | 9,7              |                  |                  | 25,8             | 15             |                | 40,5           | 37,6           |                | 83,0           | 4,9            | 8,9            |                |                | 22,9           |
| 1972/73                                                                                  | Лейкерс | 69               |                  | 35,7             | 47,9             |                  | 80,5             | 4,2              | 8,8              |                  |                  | 22,8             | 17             |                | 37,5           | 44,9           |                | 78,0           | 4,5            | 7,8            |                |                | 23,6           |
| 1973/74                                                                                  | Лейкерс | 31               |                  | 31,2             | 44,7             |                  | 83,3             | 3,7              | 6,6              | 2,6              | 0,7              | 20,3             | 1              |                | 14,0           | 22,2           |                | -              | 2,0            | 1,0            | 0,0            | 0,0            | 4,0            |
|                                                                                          | Всего   | 932              |                  | 39,2             | 47,4             |                  | 81,4             | 5,8              | 6,7              | 2,6              | 0,7              | 27,0             | 153            |                | 41,3           | 46,9           |                | 80,5           | 5,6            | 6,3            | 0,0            | 0,0            | 29,1           |
| Наведите курсор мыши на аббревиатуры в заголовке таблицы, чтобы прочесть их расшифровку. |         |                  |                  |                  |                  |                  |                  |                  |                  |                  |                  |                  |                |                |                |                |                |                |                |                |                |                |                |

### Статистика в NCAA
| Сезон | Команда        | Conf     | Class | GP | GS | MPG  | FG%  | 3P% | FT%  | RPG  | APG | SPG | BPG | PPG  |
| --- | -------------- | -------- | ----- | -- | -- | ---- | ---- | --- | ---- | ---- | --- | --- | --- | ---- |
| 1957/58 | Уэст Вирджиния | Southern | SO    | 28 |    | 28,5 | 49,6 |     | 73,2 | 11,1 | 1,5 |     |     | 17,8 |
| 1958/59 | Уэст Вирджиния | Southern | JR    | 34 |    | 35,6 | 51,8 |     | 69,7 | 12,3 | 2,5 |     |     | 26,6 |
| 1959/60 | Уэст Вирджиния | Southern | SR    | 31 |    | 36,4 | 50,4 |     | 76,6 | 16,5 | 4,3 |     |     | 29,3 |
| Всего | Всего          | Всего    | Всего | 93 |    | 33,7 | 50,8 |     | 73,2 | 13,3 | 2,8 |     |     | 24,8 |
| Наведите курсор мыши на аббревиатуры в заголовке таблицы, чтобы прочесть их расшифровку Статистика приведена с сайта sports-reference.com |                |          |       |    |    |      |      |     |      |      |     |     |     |      |

|  | Игры плей-офф |

| Очков     | Команда соперников | Домашняя/на выезде | Дата            |
| --------- | ------------------ | ------------------ | --------------- |
| 63        | Нью-Йорк Никс      | Домашняя           | 17 января 1962  |
| 53 (2 OT) | Цинциннати Роялз   | Домашняя           | 29 января 1965  |
| 53        | Бостон Селтикс     | Домашняя           | 23 апреля 1969  |
| 52        | Балтимор Буллетс   | Домашняя           | 5 апреля 1965   |
| 51        | Цинциннати Роялз   | Домашняя           | 3 декабря 1965  |
| 51        | Цинциннати Роялз   | На выезде          | 10 декабря 1965 |
| 50        | Цинциннати Роялз   | Домашняя           | 24 января 1962  |

| Передач | Команда соперников | Домашняя/на выезде | Дата           |
| ------- | ------------------ | ------------------ | -------------- |
| 23      | Филадельфия 76     | Домашняя           | 1 февраля 1967 |
| 20      | Хьюстон Рокетс     | Домашняя           | 7 ноября 1972  |
| 19      | Чикаго Буллз       | Домашняя           | 1 апреля 1973  |
| 18      | Нью-Йорк Никс      | Домашняя           | 1 мая 1970     |
| 18      | Детройт Пистонс    | Домашняя           | 26 ноября 1971 |
| 18      | Детройт Пистонс    | Домашняя           | 24 ноября 1972 |

## Награды и достижения
- Член Зала славы баскетбола (1980)[3]
- Олимпийский чемпион (1960)[3]
- Чемпион Панамериканских игр (1959)[8]
- Чемпион НБА (1972)[3]
- 14 участвовал в Матче всех звёзд (1961—1974)[3]
- Самый ценный игрок финала НБА (1969)[3]
- 10 раз включался в первую сборную всех звёзд НБА (1962—1967, 1970—1973)[3]
- 2 раза включался во вторую сборную всех звёзд НБА (1968—1969)[3]
- 4 раза включался в первую сборную всех звёзд защиты НБА (1970—1973)[3]
- включен во вторую сборную всех звёзд защиты НБА (1969)[3]
- Самый ценный игрок Матча всех звёзд НБА (1972)[3]
- Менеджер года (1995, 2004)[50]
- Включён в список 50 величайших игроков в истории НБА (1996)[3]
- 2 раза включался во всеамериканскую команду[7]
- 3 раза включался в первую команду Южной конференции[7]
- 3 раза становился самым ценным игроком турнира Южной конференции[7]
- 2 раза становился игроком года Южной конференции[7]